# Фокион
Фокион (др.-греч. Φωκίων) (398—318 гг. до н. э.) — афинский военачальник и политический деятель IV в. до н. э.

## Военная и политическая деятельность
Фокион происходил из знатного афинского рода. В юности он дружил с известными философами Платоном и Ксенократом.
Его военная и политическая карьера началась в окружении знаменитого афинского военачальника Хабрия, с которым его связывала дружба. Осторожный и рассудительный Фокион был как бы противовесом решительному и горячему Хабрию. Под командованием Хабрия Фокион принимает участие в морском сражении со спартанцами при Наксосе, командуя афинскими кораблями на левом фланге. Афиняне, впервые после Пелопоннесской войны самостоятельно одержавшие победу на море над врагом, заговорили о Фокионе как о новом талантливом военачальнике.
Рассудительность и порядочность Фокиона проявилась также во время сбора дани с афинских союзников. Если афинские военачальники для этого снаряжали настоящие военные экспедиции, то Фокион, прибыв к союзникам на одной единственной триере, заслужил их уважение и вернулся в Афины с целым флотом, снаряжённым союзными городами.
В 351 г. Фокион находился на службе у карийского династа Идриея. Тогда же он оказал помощь персидскому царю Артаксерксу III в подавлении восстания на Кипре.
В 349 г. до н. э. он был отправлен с войском на Эвбею на помощь эретрейскому тирану Плутарху для противодействия царю Македонии Филиппу II. В сражении на Таминской равнине он одержал победу и укрепил позиции афинян, заняв и укрепив Заретру. Однако после его отъезда вместо него был назначен другой военачальник Молон, из-за которого Эвбея была потеряна. В 343 г. Фокион был снова отправлен на Эвбею, где занял Эретрию и Орей.
В 339 г. до н. э. Фокион с флотом был направлен под Византий. Если предшествовавшего ему военачальника Хареса византийцы даже не пустили в свой город, памятуя о его репутации, то Фокиона приняли со всем радушием. Афинская помощь прибыла очень своевременно, и Филипп, потерпев поражение, был вынужден отступить от Византия и Перинфа. Фокион захватил несколько македонских кораблей, занял ряд городов, и, получив ранение в стычке с македонянами, отплыл домой.
Тогда же он с афинским войском прибыл в Мегару, предотвратив их захват беотийцами. Там Фокион укрепил мегарский порт Нисею, соединив город с портом длинными стенами.
В период борьбы афинян с Македонией Фокион был лидером одной из умеренных промакедонских группировок, считая, что только македонские цари прекратят в Греции постоянные междоусобицы. После битвы при Херонее Фокион в течение 15 лет занимал должность стратега.
После разрушения Александром Фив, поддержанных Афинами, только заступничество Фокиона отвратило Афины от наказания. Александр после встречи с Фокионом исполнился к нему уважением и даже заключил союз дружбы и гостеприимства. Однако от подарка в сто талантов афинянин отказался.
Будучи стратегом в период Ламийской войны, он в 323 г. до н. э. одержал победу над высадившимся в Аттике македонским десантом. После битвы при Кранноне своим ходатайством перед македонским регентом Антипатром Фокион смягчил для афинян условия мира. С назначенным Антипатром комендантом Мениллом у Фокиона также были хорошие отношения. Навязанная Македонией «конституция предков», ставившая объём политических прав граждан в зависимость от их имущественного положения, его удовлетворяла, что считается признаком его олигархической позиции.
В 319 г. до н. э. новый военачальник македонского гарнизона в Мунихии Никанор внезапно захватил Пирей. Фокион, которому было уже более 80 лет, не смог или не захотел ему воспрепятствовать, за что был обвинён афинянами в измене и весной 318 г. до н. э. казнён.
Впоследствии афиняне осознали, какого человека они погубили. Фокиону была поставлена бронзовая статуя, а его останки были погребены на государственный счёт. Один из обвинителей, Гагнонид, сам был приговорён к смерти и казнён, двое других — Эпикур и Демофил — были убиты сыном Фокиона Фоком.

## Личность Фокиона
Основным источником для понимания взглядов и деятельности Фокиона является его биография, написанная Плутархом. Под её влиянием историки Нового времени были склонны идеализировать его личность, обращая основное внимание на его моральные качества. 
Плутарх характеризует Фокиона как человека доброго и человеколюбивого, но с внешностью настолько неприветливой и угрюмой, что с ним не всегда решались заговорить. Фокиона редко кому доводилось видеть смеющимся или плачущим. Он никогда не мылся на виду у всех в бане. За городом и на войне он всегда ходил разутым и без верхнего платья. Бытовала шутка, что Фокион в плаще — признак холодной зимы. Фокион был хорошим оратором — его речи были содержательны, но отличались суровой краткостью. Демосфен часто говорил о Фокионе, собирающемся выступить на народном собрании:
Вот нож, направленный в грудь моим речам
По сообщению Плутарха, Демосфену, заявившему Фокиону, что афиняне прикончат его, последний ответил, что да, если сойдут с ума, а Демосфена они прикончат, если возьмутся за ум. Несмотря на то, что Фокион никогда не домогался избрания на государственные посты, он становился афинским стратегом 45 раз, причём на выборы сам не являлся, а за ним посылали. В отличие от демагогов Фокион никогда не пытался угождать афинянам, всегда перечил им и спорил, однако неизменно пользовался их уважением и избирался на должности. После смерти Филиппа Македонского Фокион отговаривал афинян приносить благодарственные жертвы богам, указывая, что, во-первых, неблагородно радоваться такому поводу, во-вторых, сила, стоявшая против греков при Херонее, уменьшилась всего на одного человека. Антипатр говорил, что в Афинах у него два друга — Фокион, которого ничего не заставишь взять, и Демад, которого ничем не насытишь.
По мнению историка Л. П. Маринович, демонстративная скромность жизни Фокиона, неподкупность, неприязнь к роскоши и расточительству, а также отдельные высказывания свидетельствуют о его социально-политической ориентации на средние земледельческие слои. Исследовательница также полагает, что деление афинского общества того периода на «промакедонскую» олигархическую и «антимакедонскую» демократическую партии является недопустимым упрощением, в действительности же на политической арене действовало не менее пяти группировок, одну из которых и возглавлял Фокион. 